# Alejandra Barros
Alejandra Barros del Campo (Cidade do México, 11 de Agosto de 1971) é uma atriz mexicana. É muito conhecida por seus trabalhos em telenovelas da Televisa, como a protagonista-título de Mariana de la noche, a sofrida Bárbara de Para volver a amar e Julieta de A que no me dejas, entre outros.

## Biografia
Alejandra Barros morou em Nova Iorque para estudar atuação no "The Reads Strasberg Theater Institute"; ela mais tarde se transferiu para o "Actor's Studio Film & T.V School", escola onde estudou cinema e televisão, e na "Broadway Dance Center", aprendeu jazz. Depois de viver alguns anos em Nova York, Alejandra voltou para a Cidade do México, onde conheceu Tina Galindo, a primeira pessoa que abriu as portas para ela na atuação. Foi Tina quem a incentivou a iniciar sua carreira nas novelas, antes de seguir para o teatro. Ela também apresentou Alejandra a Jorge Eduardo Murguía, que a levou até Eugenio Cobo. Iniciando assim, as audições. Mesmo sem ter estudado no CEA, Eugenio ficou tão impressionado com Alejandra que decidiu colocar sua foto na parede, logo na entrada de sua sala, como um gesto de reconhecimento. Logo assim, as oportunidades foram chegando. 
Seu primeiro papel na televisão foi na novela Confidentes de Secundaria em 1996, em que participou de aproximadamente quatro episódios. No entanto, foi em Huracán que Alejandra Barros começou a ganhar maior notoriedade junto ao público e à crítica compartilhando créditos com Eduardo Palomo e Ludwika Paleta. Ela mais tarde veio a atuar em telenovelas como Locura de amor, uma produção liderada por Roberto Gómez Fernández.
Depois deste projeto seguiram Maria Belén, onde interpretou a 'Valeria Montaño', e Clase 406, onde deu vida a 'Adriana Pineda' e 'Ángela Pineda': são algumas das telenovelas em que ela participou.
Malcolm y su lucha contra os Eunucos, do diretor Alejandro Bichir, e que foi apresentado no festival de cinema de Málaga, Espanha, é considerado como sendo o seu papel mais importante. Em 2003, ela ganhou sua primeira protagonista em Mariana da Noite, onde ela interpretou a sofrida Mariana.
Em 2006, Alejandra esteve na telenovela La verdad oculta, atuando com o ator Eduardo Yáñez.
Em 2014 interpretou sua primeira vilã na novela La sombra del pasado. Em 2015 interpretou a antagonista principal da novela A que no me dejas.
Em 2016 interpreta uma das três protagonistas da novela Mujeres de negro.

## Vida pessoal
Sua vida privada é bastante reservada.Em 23 de janeiro de 1998 se tornou mãe pela primeira vez de um menino Luis Manuel Peralta Barros Jr. E em 2003 Alejandra se divorciou de Luis Manuel Peralta

## Filmografia

### Televisão
| Ano       | Título                         | Personagem                                        | Notas                       |  |
| --------- | ------------------------------ | ------------------------------------------------- | --------------------------- |  |
| 1996      | Confidente de secundaria       | Laura                                             | Coadjuvante                 |  |
| 1997-1998 | Huracán                        | Rocío Medina                                      | Coadjuvante                 |  |
| 2000      | Locura de amor                 | Beatriz Sandoval                                  | Coadjuvante                 |  |
| 2000      | Por un beso                    | Thelma                                            | Participação                |  |
| 2001      | Atrévete a olvidarme           | Olga Becker de Rivas-Montaño                      | Coadjuvante                 |  |
| 2001      | Maria Belén                    | Valeria Montaño de Sanz                           | Coadjuvante                 |  |
| 2001      | Navidad sin fin                | Angelita                                          | Especial de fim de ano      |  |
| 2002      | Clase 406                      | Adriana Pineda Suarez/ Angela Pineda Suárez       | Protagonista                |  |
| 2003      | Mariana de la noche            | Mariana Montenegro / Elisa Madrigal de Montenegro | Protagonista                |  |
| 2005      | La madrastra... años después   | Diana Parlange                                    | Spin off de La madrastra    |  |
| 2005      | La esposa virgen               | Cecilia                                           | Participação Especial       |  |
| 2006      | La verdad oculta               | Alejandra Balmori Genoves                         | Protagonista                |  |
| 2007      | Yo amo a Juan Querendón        | Susana                                            | Participação Especial       |  |
| 2008      | S.O.S.: Sexo y otros secretos  | Miranda                                           | Ep.Delirios y Deseos        |  |
| 2008      | Mujeres asesinas               | Jessica Suarez                                    | Episódio: "Jessica, tóxica" |  |
| 2008      | Alma de Hierro                 | Mariana Camargo de Hierro                         | Coadjuvante                 |  |
| 2010      | Hasta que el dinero nos separe | Dra.Alice Ávila del Villar                        | Participação Especial       |  |
| 2010      | Para volver a amar             | Bárbara Mantilla de Espinosa                      | Co-Protagonista             |  |
| 2013      | Quiero amarte                  | Juliana Montesinos Carmona                        | Co-Protagonista             |  |
| 2014      | La sombra del pasado           | Candela Rivero de Mendoza                         | Antagonista Principal       |  |
| 2015      | A que no me dejas              | Julieta Olmedo Rodriguez de Córdova               | Antagonista Principal       |  |
| 2016      | Mujeres de negro               | Jacqueline "Jackie" Acosta Valente de Rivera      | Protagonista                |  |
| 2018      | Hijas de la luna               | Rosaura Nieto de Ramírez                          | Participação Especial       |  |
| 2018      | Y mañana será otro día         | Diana Alcántara Lazcano de Sarmiento              | Protagonista                |  |
| 2020      | La doña 2                      | Eleonora Rojas de Navarrete                       | Antagonista                 |  |
| 2021      | Buscando a Frida               | Rafaela Pons de Terán                             | Antagonista Principal       |  |
| 2022      | Los ricos también lloran       | Daniela Montesinos de Salvatierra                 | Co-Protagonista             |  |
| 2022      | Vencer la ausencia             | Celeste Machado de Dueñas                         | Co-Protagonista             |  |
| 2023      | Nadie como tú                  | Teresa Arreola Villaseñor de Madrigal             | Co-Protagonista             |  |
| 2024      | El precio de amarte            | Eduarda Saldívar de Ferreira                      | Antagonista Principal       |  |
| 2025      | Juegos de amor y poder         | Mariana Avendaño de Solís                         | Antagonista                 |  |
| 2026      | Mi rival                       |                                                   | Protagonista                |  |

### Cinema
| Ano  | Título                            | Personagem           | Notas |
| ---- | --------------------------------- | -------------------- | ----- |
| 2004 | Matando Cabos                     | Líder Extraterrestre |       |
| 2006 | Mejor es que Gabriela no se muera |                      |       |
| 2007 | Sultanes del Sur                  | Turista no Avião     |       |
| 2007 | El viaje de la Nonna              | Creativa Ana         |       |
| 2008 | Seres: Genesis                    | Mariel               |       |
| 2009 | Amar                              | Virginia             |       |
| 2010 | Seres: Genesis                    | Doctora Mariel       | Film  |
| 2010 | No eres tu, soy yo                | Maria                | Film  |
| 2011 | Viento en Contra                  | Sofía Navarrete      | Film  |
| 2012 | Sueños del Caribe                 | Florina de Dios      |       |
| 2021 | Ni tuyo, ni mía                   | Amanda               |       |
| 2022 | Cuando sea joven                  | Sandra               |       |